# Mikrowafle
Mikrowafle – grupa progresywnej, eksperymentalno tanecznej muzyki elektronicznej; przedstawiciele polskiej sceny electropop i synth pop. Grupa została założona przez Marcela Zammenhoffa w Łodzi w 2003 roku bezpośrednio po rozwiązaniu jego poprzedniego zespołu – Protoplazmy.
W roku 2004 Mikrowafle zostały nominowane przez Reni Jusis do konkursu festiwalu TOPtrendy.

## Dyskografia
- Nareszcie (gdzie ten fjuczer??) – 2005
- EP Cziornaja pora - 2006–2007